# Veľký Slivník
Veľký Slivník je obec na Slovensku v okrese Prešov. V obci žije 324 obyvatel.

## Poloha
Obec se nachází v regionu Šariš. Leží na styku Nízkých Beskyd s Šarišskou vrchovinou, na rozhraní jižní části pohoří Čergov a jihovýchodní části Spišsko-šarišského mezihoří mezi vodními toky Sekčov a Ternianka. Nadmořská výška pahorkatiny je 320 až 502 m n. m., střed obce je ve výšce 390 m n. m. Povrch je tvořen centrálně-karpatským flyšem, na severu území vystupují bradlová skaliska. Většina území je odlesněné, v severní části jsou bukovo-habrové porosty.
Obec sousedí s obcemi Malý Slivník, Geraltov, okres Bardejov (Raslavice), Demjata, Tulčík, Záhradné, Terňa a Mošurov.

## Historie
První písemná zmínka o obci pochází z roku 1282, kde je uváděná jako Scylwa. Další názvy jsou Nogzylua nebo Welký Sliwnik, maďarsky Nasyzsilva. Do poloviny 13. století byla obec ve vlastnictví uherských králů a pak postupně přecházela do rukou zemanů. V roce 1427 ves platila daň z 29 port. V roce 1787 žilo v 31 domech 267 obyvatel a v roce 1828 bylo v obci 45 domů a 346 obyvatel.
Hlavní obživou bylo zemědělství a ovocnářství.

## Pamětihodnosti
V obci se nachází římskokatolický filiální kostel Nanebevzetí Panny Marie z 16. století. První písemná zmínka pochází z roku 1543. Kostel byl v roce 1700 přestavěn v barokním stylu a v roce 1788 byl upraven do klasicistní podoby. Farnost Veľkého Slivníka náleží pod katolickou farnost svaté Kateřiny Alexandrijské v Terni, děkanátu Prešov-Východ, arcidiecéze košické.

## Fotografie

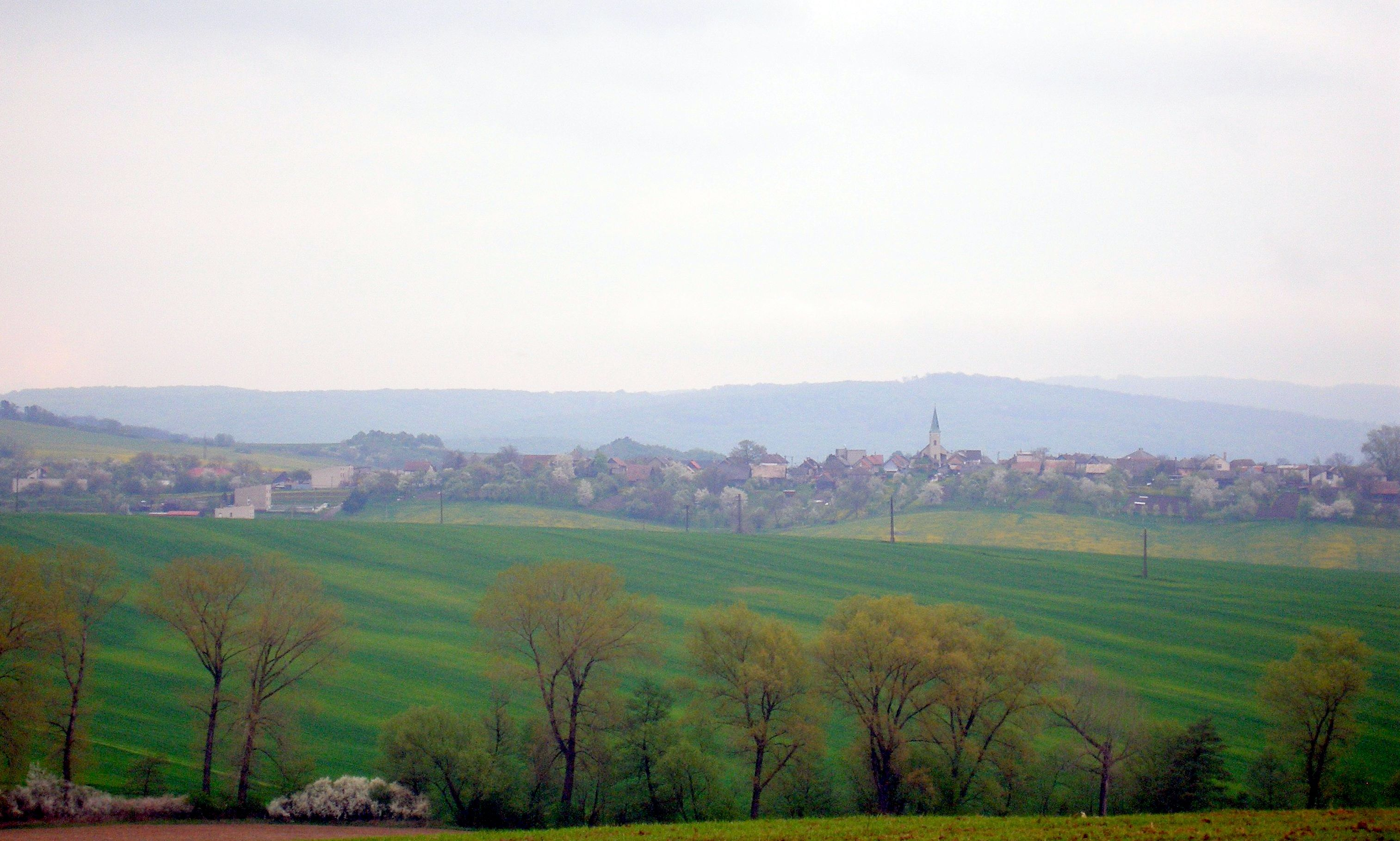
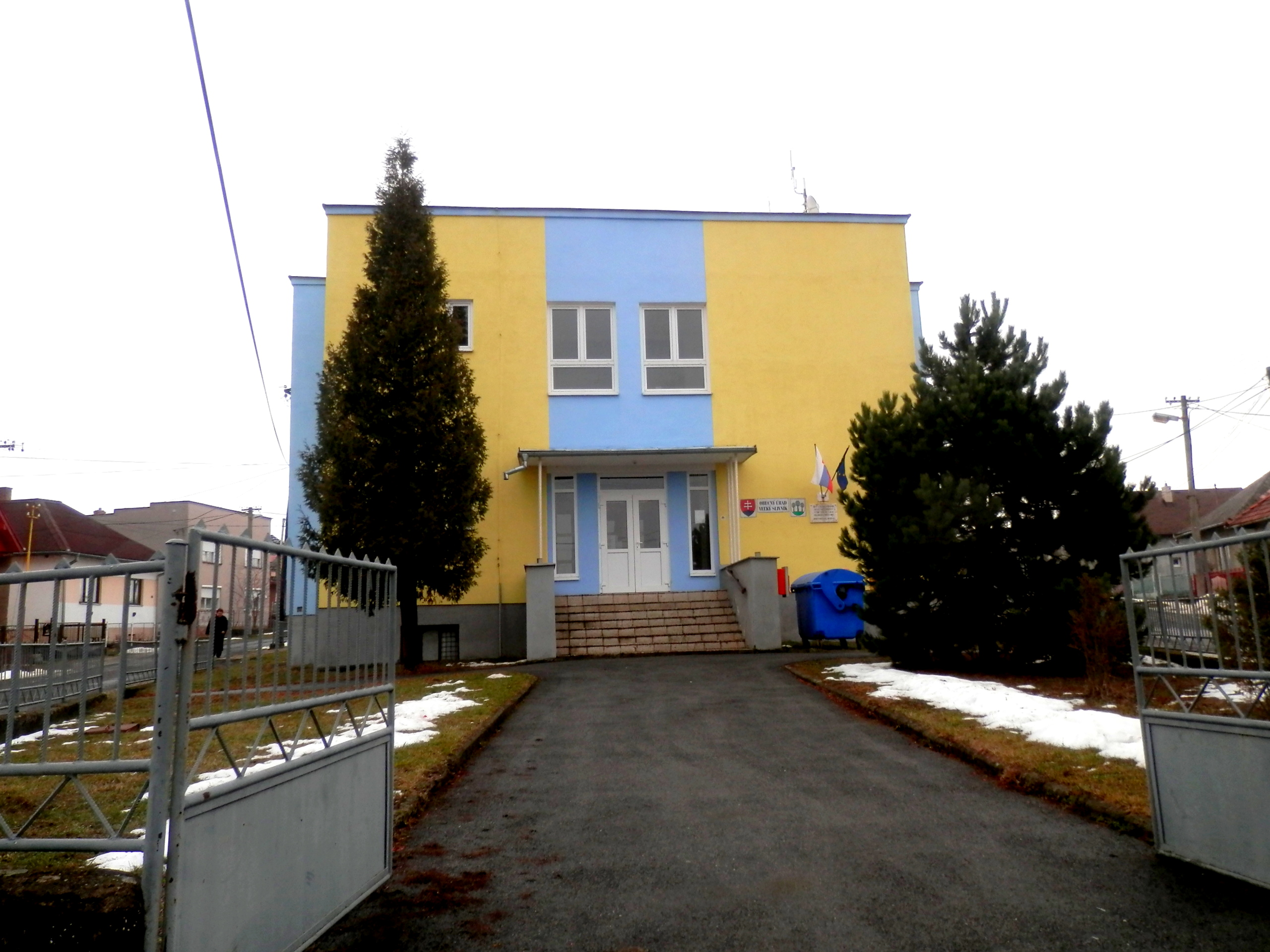
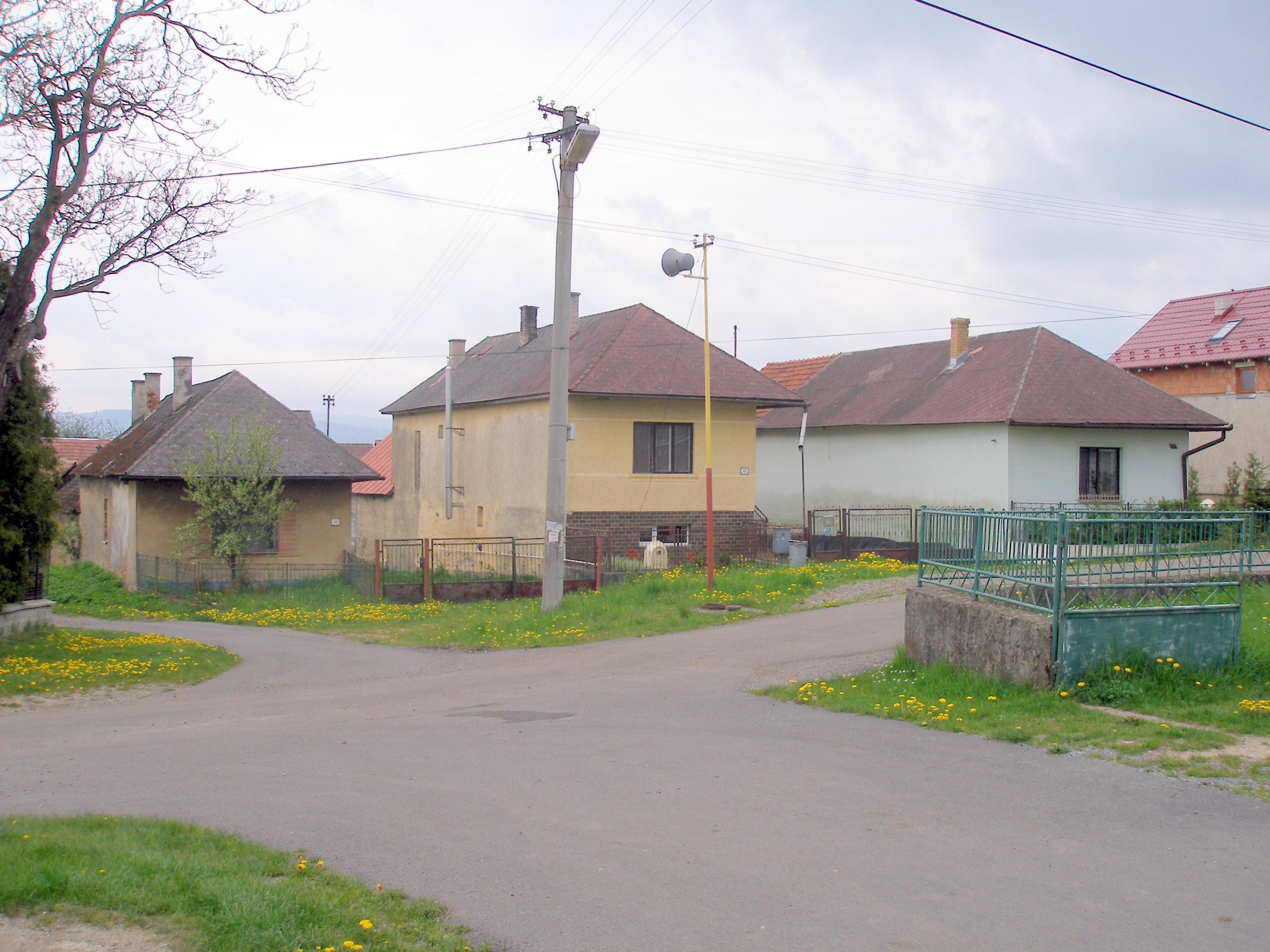